# Хоја де Серен
Хоја де Серен (шп. Joya de Cerén) је археолошки локалитет у Салвадору, из доба Маја.
Насеље је вероватно затрпано после ерупције вулкана око 600. године. У међувремену је из неколико метара дебелог слоја пепела ископан велики део села. Темељи кућа направљени од земље и иловаче, добро сачуван алат и предмети кориштени у домаћинствима пружају ретку могућност погледа у свакодневни живот домаћег становништва у Средњој Америци у време Маја. Ископано је око 70 грађевина. Насеље је настањено око 9. века п. н. е. и напуштено око 250. п. н. е. због ерупције вулкана. Претпоставља се да су домаћини успели да напусте село на време будући да нису пронађена никаква тела.
Године 1993. сврстано је међу Светску баштину Латинске Америке и Кариба.